# Teuchitlán

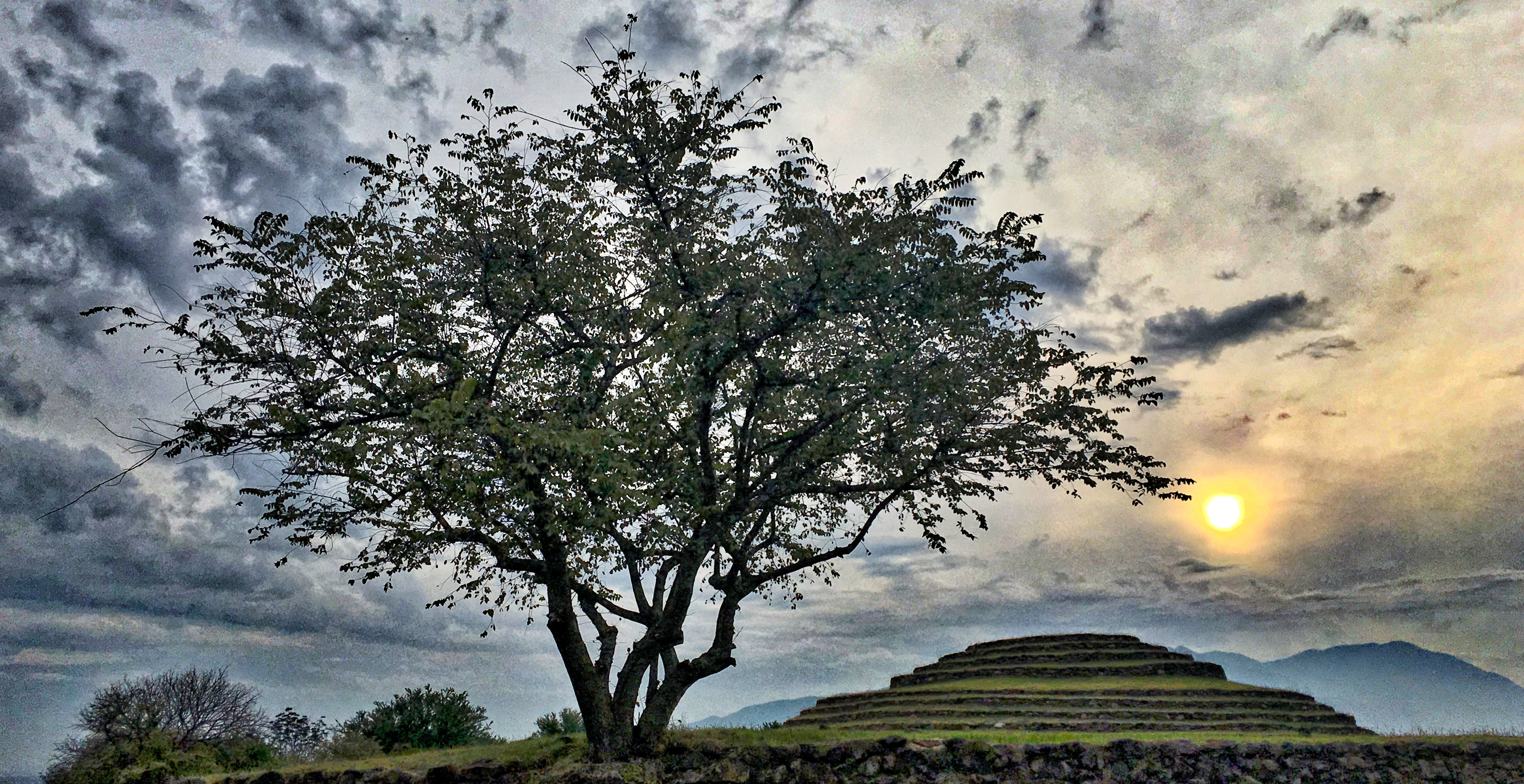
Il sito archeologico di Guachimontones, nei dintorni di Teuchitlán

Teuchitlán è un comune del Messico, situato nello stato di Jalisco.
Nei dintorni si trova il sito archeologico di Guachimontones.